# Instituto Nacional de Estatística e Geografia
O Instituto Nacional de Estatística e Geografia (sigla: INEGI; em castelhano: Instituto Nacional de Estadística y Geografía) é uma instituição governamental do México dedicada à coordenação dos Sistemas Nacionais Estatísticos e Geográficos do país, bem como à orientação e promoção do desenvolvimento informático. Foi criado em 25 de janeiro de 1983 por meio de um decreto presidencial.
A instituição é responsável de realizar os censos populacionais produzidos a cada década, assim como os censos econômicos há cada cinco anos. O trabalho de recopilação de informações estatísticas do instituto inclui Produto Interno Bruto mensal, pesquisas de confiança dos consumidores, amostras de proporção de comércios, entre outros. Com o objetivo de dar fundamento a diversas instituições governamentais para seus estudos e projeções.

A sede central do instituto está localizada na cidade de Aguascalientes, no estado homônimo, no México. Esta localização foi escolhida estrategicamente com base na baixa probabilidade de eventos naturais catastróficos, assim como pela estimação de baixo nível de perigo em caso de um ataque armado ao país.

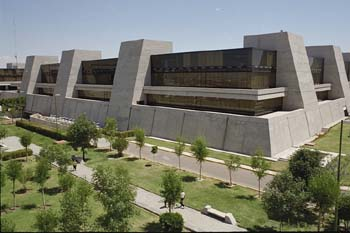
Edifício sede do INEGI em Aguascalientes

A instituição é uma das mais importantes do país participando do 25° encontro nacional de estatísticas de género.
  A instituição foi criada por Miguel de la Madre 

## Funções
As funções do Instituto Nacional de Estatística, Geografia e Informática podem ser agrupadas em dois grandes ramais, o de informação Estatística e o de Informação Geográfica.
Dentro da informação estatística se conta com diversos projetos que se agrupam nos seguintes temas:
- Estatística Sociodemográficas: usuários da saúde, mortalidade, nutrição, HIV, recursos humanos e materiais para a saúde, ingresso e gasto em habitações, estatísticas sobre religião, casas, população desfavorecida, estrutura familiar, línguas faladas no território nacional, dinâmica da população, violência, cultura e recreação, etc.
- Estatísticas econômicas: trabalho, preços, indicadores financeiros, remunerações, finanças públicas, produção, consumo e investimento, etc.
- Estatísticas ambientais: ar, água, biodiversidade, florestal e solo.
- Ciência e tecnologia: através de diversos indicadores.

No entanto, cada tema pode ser abarcado por vários projetos em particular. Existem os censos efetuados a cada 10 anos, mas, excepcionalmente, no ano de 2005 contou com o projeto "Conteo de Población y Vivienda", que é similar ao censo de população, mas com um objetivo de coletar dados menores do que o de um censo.
Dentro da informação geográfica se conta com os sistemas de dados gerais, como são a Localização do México no mundo, a extensão territorial, vegetação e fauna, informação hidrográfica, edafológica (tipos de solo), fisiográfica, geologia, e o espaço que compreende o território marítimo mexicano. Também conta com distintos sistemas de consulta, como mapas digitais, consulta em linha e venda de núcleos agrários.
Na página do Instituto é possível consultar alguns dos resultados obtidos através de todos os projetos, já que uma das funções é também a difusão da informação. Alguns dos resultados, principalmente os contidos em publicações são para sua mostra ao público, é incluso se há desenvolvido um sistema de consulta geo-estatística chamado IRIS que agrupa grande parte da informação obtida sobre mapas gerados pelo INEGI.
O Instituto preocupado pelo uso e aproveitamento da informação geográfica, impulsa e lidera um projeto inter-institucional de acesso distribuído de dados geográficos Atlas Nacional Interactivo do México, de tal forma que o usuário de Internet possa, desde um só site consiste a informação produzida pelas instituições do governo federal e governos estatais em matéria de geografia.